# Mary Nevill
Mary Elizabeth Nevill OBE, bis 1986 Mary Cheetham, (* 12. März 1961 in Gawsworth, Cheshire) ist eine ehemalige britische Hockeyspielerin. Sie war Olympiadritte bei den Olympischen Spielen 1992 und Europameisterin 1991.

## Leben
Mary Cheetham gehörte zur englischen Nationalmannschaft, die bei der Weltmeisterschaft 1986 den fünften Platz belegte. Bei den Olympischen Spielen 1988 in Seoul trat sie als Mary Nevill mit der britischen Nationalmannschaft an. Die Britinnen erreichten in der Vorrunde den zweiten Platz hinter den Niederländerinnen. Nach einer 2:3-Halbfinalniederlage gegen die australische Mannschaft trafen die Britinnen im Spiel um Bronze wieder auf die Niederländerinnen und unterlagen mit 1:3. In diesem Spiel erzielte Mary Nevill den einzigen Treffer für die Britinnen.
1991 fand die Europameisterschaft in Brüssel statt. Die Engländerinnen gewannen ihre Vorrundengruppe und bezwangen im Halbfinale die Niederländerinnen. Im Finale besiegten sie die deutsche Mannschaft mit 2:1. Ein Jahr später bei den Olympischen Spielen 1992 in Barcelona belegten die Britinnen in der Vorrunde den zweiten Platz hinter den Südkoreanerinnen. Nach einer 1:2-Niederlage gegen die Deutschen im Halbfinale spielten die Britinnen gegen die Südkoreanerinnen um Bronze und gewannen mit 4:3 nach Verlängerung. Mary Nevill erzielte ihr einziges Turniertor gegen die Niederländerinnen.
Mary Nevill spielte für den Leicester Hockey Club. Nach ihrer Karriere war sie als Professorin für Sport und als Trainerin der Hockeymannschaft an der Loughborough University. 2014 wechselte sie als Leiterin des Fachbereichs Sportwissenschaften an die Nottingham Trent University. 2019 wurde sie für ihre Verdienste im Sport und in der Sportwissenschaft als Officer in den Order of the British Empire aufgenommen.